# Kūkherd
Kūkherd (persiska: چالِه كوخِرد, Chāleh Kūkherd, کوخرد) är en ort i Iran.   Den ligger i provinsen Hormozgan, i den södra delen av landet, 1 000 km söder om huvudstaden Teheran. Kūkherd ligger 301 meter över havet och antalet invånare är 3 144.
Terrängen runt Kūkherd är varierad. Runt Kūkherd är det glesbefolkat, med 11 invånare per kvadratkilometer. Kūkherd är det största samhället i trakten. Trakten runt Kūkherd är ofruktbar med lite eller ingen växtlighet.